# Lucterius

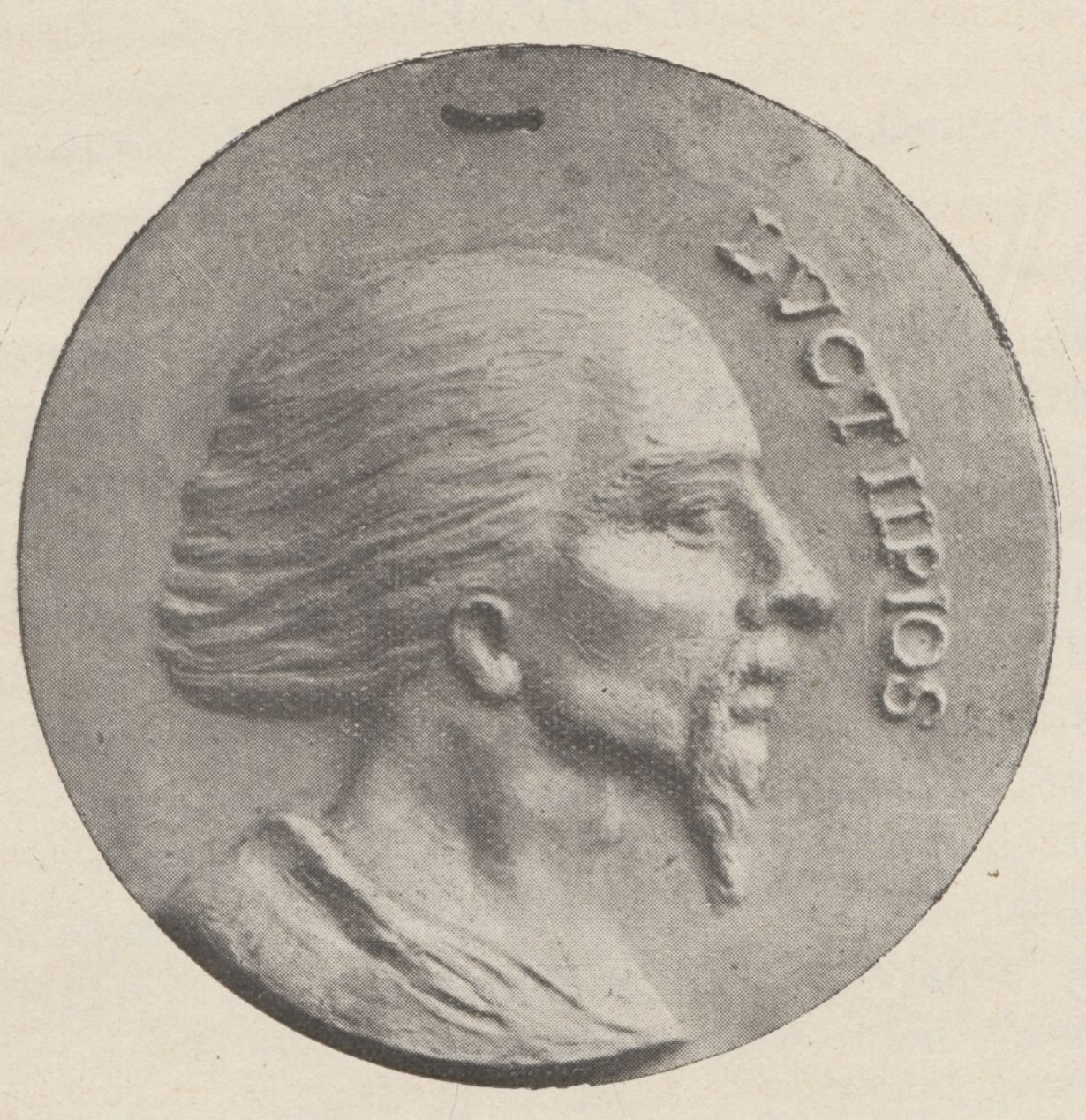

Lucterius (Oudgrieks Λυκτεριος) was een leider van de Cadurci. Hij was de laatste Gallische leider die zich verzette tegen de Romeinse generaal Gaius Julius Caesar. Caesar noemde hem in zijn Commentarii de bello Gallico een ongemeen dapper man.
Lucterius werd door Vercingetorix naar het gebied van de Ruteni gestuurd tijdens de algemene Gallische Opstand in 52 v.Chr.. Hij vond veel aanhang en stond net op het punt met een grote legermacht de Provincia Romana (het latere Gallia Narbonensis) binnen te vallen, toen de aankomst van Caesar hem noopte zich terug te trekken.
Het jaar daarop vatte hij weer het plan de Provincia binnen te vallen samen met Drappes, een Senoon, maar zij werden bij het oppidum Uxellodunum verslagen door de legatus legionis Gaius Caninius Rebilus en Julius Caesar. Lucterius had weten te vluchten en zocht onderdak bij de Arverni, maar hij werd verraden en aan de Romeinen overgeleverd.